# Trinity Nunatak
Trinity Nunatak är en nunatak i Antarktis. Den ligger i Östantarktis. Nya Zeeland gör anspråk på området. Toppen på Trinity Nunatak är 1 855 meter över havet, eller 280 meter över den omgivande terrängen. Bredden vid basen är 6,4 km.
Terrängen runt Trinity Nunatak är kuperad åt sydväst, men åt nordost är den platt. Trakten är obefolkad. Det finns inga samhällen i närheten.